# Гастон (морський котик)
Гастон — капській морський котик, який жив у Празькому зоопарку з 1991 по 2002 рік. Отримав величезну популярність під час повені в Європі у 2002 році, коли Празький зоопарк виявився затопленим. Гастон виявився винесеним водою за його межі і проплив величезну відстань по річках Влтава і Ельба (в Німеччині), перш ніж був врятований, але потім помер від виснаження.

## Біографія тварини
Народився Гастон на волі в Південній Африці і згодом був спійманий. Празький зоопарк купив його у намібійського торговця в 1991 році, коли вік Гастона оцінювався приблизно в один рік. Ім'я «Гастон» йому дала його дресирувальниця і селекціонер Міхаела Волдржихова. Гастон потрапив в зоопарк разом з трьома іншими морськими котиками: Барой, Жулинкой і Зофкой. Зофка помер через кілька місяців після прибуття в Прагу; пізніше замість нього придбали самку на прізвисько Мишка. Гастон, Бару, Жулинка і Мишка прожили разом у зоопарку одинадцять років. Якщо вірити розповідям, Гастон відрізнявся веселим норовом і любив «покрасуватися» перед аудиторією під час регулярних уявлень. Ставши дорослим, він досяг ваги майже 200 кілограмів. Спаровуючись з Барой і Жулинкой, Гастон став батьком десяти котиків, одна з яких (Абеба) народилася вже після його смерті. Мишка ніколи не мала потомства від Гастона, хоча неодноразово парувалася з ним.

## Повінь, загибель і народження Абеби
У час повені влітку 2002 року нижня частина Празького зоопарку була залита водою. Гастон і його родичі виявилися затиснуті на території свого корпусу і кружляли у воді. Їх розділили і виштовхнули з корпусу звалилися 12 серпня глядацькі трибуни. Після цього котики намагалися відшукати один одного і своє житло, але безуспішно. Гастон спочатку приплив у затоплений вольєр слонихи, але на наступний день покинув його і почав свою подорож по річці Влтаві. Хоча його бачили в багатьох місцях, зловити його не вдавалося. Зоологам у міста Усті-над-Лабем вдалося нагодувати його, але не витягнути з води. 19 серпня він був нарешті спійманий німецькими рятувальниками у Віттенберзі (вже у водах Ельби), після того як проплив понад 300 миль. Ще добу пішли на його перевезення до чеської кордоні для передачі чеським зоологам, однак Гастон після цього несподівано помер, мабуть, від стресу, втоми і виснаження. Холодна вода і тимчасова відсутність їжі теж могли зіграти свою роль, хоча проведений розтин не виявив у нього ніяких пошкоджень організму. На момент смерті йому було дванадцять років. У 2003 році, через рік після смерті, самка Бару народила цуценя, посмертне потомство Гастона. Це була самка, яку назвали Абеба; нині вона живе у Празькому зоопарку з Барой, Жулинкой і ще одним нащадком Гастона Мелоном.

## Потомство
Всього у Гастона від двох самок (Бари і Жулинки) було десятеро дітей, з яких до 2011 року п'ятеро залишалися в живих: самка Іона, самка Бобіна (передана в зоопарк Брно), самка Жулина (передана в зоопарк Вроцлава), самець Мелон і самка Абеба (залишилися в Празькому зоопарку).

## Висвітлення у ЗМІ
Історія Гастона ще до його загибелі привернула величезну увагу чеських, німецьких і міжнародних ЗМІ. Про нього писали і повідомляли чеською, німецькою та англійською мовами в BBC, CNN, Deutsche Welle, Hamburger Abendblatt і так далі. Ще один сплеск інтересу з боку ЗМІ до нього стався рік тому у зв'язку з народженням Абеби, після чого Гастону встановили пам'ятник у Празькому зоопарку. Гастона згадували також у 2009 році, коли відкривали новий комплекс зоопарку для морських котиків, і в 2011 році, коли народила Абеба.

## Культурний вплив

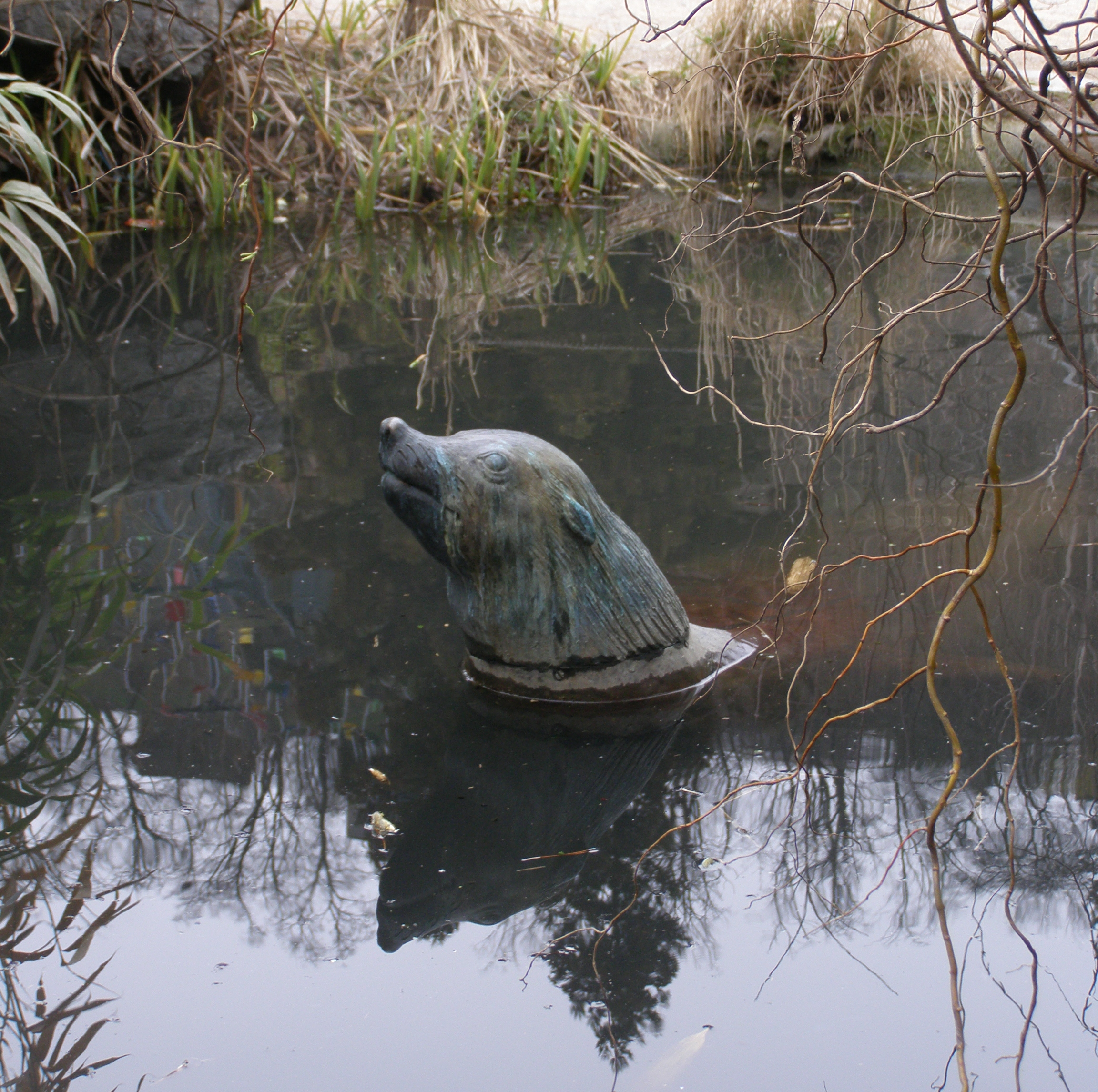
Пам'ятник Гастону у Празькому зоопарку.

Незабаром після повені колишня дресирувальниця і доглядач Гастона Міхаела Волдржихова написала книгу Kam plaveš, Gastone, де в художній формі описала життя Гастона. В кінці 2003 року про Гастоне була написана книга в Німеччині під назвою Schwimm! Gaston schwimm!. Влітку 2004 року на малій сцені Саксонського державного театру Дрезденської опери була поставлена опера про втечу Гастона авторства композитора Френка Беме з лібрето Ірен Пітч. Опера змальовує втечу Гастона як прагнення до свободи. Восени 2005 року в Празькому зоопарку була встановлена його бронзова статуя у ставку, що створює враження котика, що пливе. В кінці 2007 року про нього чи в тому числі про нього були зняті документальні фільми у Чехії, Італії та США.

## Пам'ять
В честь Гастона було названо заснований у 2002 році аматорський хокейний клуб «Гастон Сілс», що налічує шістнадцять спортсменів. З 2009 року влітку проводиться плавальний марафон за маршрутом Усті-над-Лабем — Дечин, присвячений пам'яті Гастона. У 2007—2008 роках в Празі обговорювалася пропозиція про те, щоб назвати на честь Гастона ділянку узбережжя Влтави близько Трої, що, однак, не було реалізовано. У червні 2005 року Празький зоопарк відкрив на своїй території названий на честь Гастона ресторан, побудований на місці зруйнованого повінню наметового ресторану.